# 三条季晴
三条 季晴（さんじょう すえはる）は、江戸時代中期の公卿。右大臣・三条実顕の子。官位は従一位・右大臣。三条家26代当主。号は後誠心院。桜町天皇（115代）・桃園天皇（116代）・後桜町天皇（117代）・後桃園天皇（118代）の四朝にわたって仕えた。

## 経歴
享保20年（1735年）、叙爵。以降、三条家の当主として、寛延3年（1750年）、従三位に達し公卿に列する。権中納言・権大納言・踏歌節会外弁を経て、明和7年（1770年）に正二位内大臣。安永元年（1772年）には従一位となる。安永8年（1779年）には右大臣となるもすぐに辞職する。
天明元年（1781年）、薨去。享年49。

## 系譜
- 許嫁：明 - 井伊直定養女、井伊直惟娘
- 正室：歌智 - 井伊直定娘
  - 男子：三条実起
- 生母不明の子女
  - 男子：武者小路実純 - 左近衛佐。武者小路公陰の養子
  - 女子：大炊御門家孝室